# 白峰龍屬
白峰龍屬是鳥臀目角龍亞目的一屬恐龍。化石是在1997年由小林快次發現於日本石川縣的白川市，屬於手取群（Tetori Group）的桑島組（Kuwajima Formation）地層，地質年代為白堊紀早期。
模式種是山口白峰龍（A. yamaguchiorum），是在2009年被敘述、命名。屬名意為「白峰蜥蜴」，是以化石發現處白山的舊地名「白峰」為名；種名則是以發現化石的山口夫婦為名。正模標本（編號SBEI 176）是一個關節脫落的部分頭顱骨、左下頜，來自於同一個體。牠們的上頜骨、齒骨、齒列有獨特特徵。白峰龍的發現，證實白堊紀早期的日本恐龍，已經出現生物多樣性。
發現白峰龍化石的桑島組地層，由於缺乏海相的標準化石，目前無法準確估計其地質年代。目前僅知桑島組的年代約是白堊紀早期，而根據上下相臨地層的年代，可大概推算出約為貝里亞階到巴列姆階之間。另一個近年研究，則認為桑島組的年代是凡藍今階與豪特里維階之間，但詳細年代仍不確定。

## 種系發生學
根據研究人員的種系發生學分析，白峰龍是角足亞目的基礎物種。但是，白峰龍的唯一標本沒有可以明確歸類於角足亞目的衍徵，只有一個不明確的角足亞目衍徵。根據牙齒的形態，白峰龍似乎與鳥腳下目有接近親緣關係。研究人員目前將白峰龍歸類於角足亞目的分類未定屬，而且不認為牠們屬於角龍下目。在2012年的一份研究，提出白峰龍是種角龍類恐龍，比微腫頭龍、隱龍、狹盤龍、朝陽龍還衍化，但比鸚鵡嘴龍還原始。